# Coppa del Mondo di skeleton 2016
La Coppa del Mondo di skeleton 2015/16, trentesima edizione della manifestazione organizzata dalla Federazione Internazionale di Bob e Skeleton, è iniziata il 27 novembre 2015 ad Altenberg in Germania e si è conclusa il 27 febbraio 2016 a Schönau am Königssee sempre in Germania; come di consueto si è svolta in parallelo alla Coppa del Mondo di bob. Sono state disputate sedici gare: otto per gli uomini ed altrettante per le donne.
Nel corso della stagione si sono tenuti i campionati mondiali di Igls 2016 in Austria (competizione non valida ai fini della Coppa del Mondo) mentre la tappa di St. Moritz ha assegnato anche il titolo europeo.
Le coppe di cristallo, trofei conferiti ai vincitori del circuito, furono conquistate nel singolo maschile dal lettone Martins Dukurs, al suo settimo trionfo consecutivo in Coppa e detentore dei titoli mondiale ed europeo 2016 (quest'ultimo in coabitazione con il fratello Tomass) mentre nella specialità femminile primeggiò la tedesca Tina Hermann, campionessa mondiale in carica e alla sua prima affermazione in classifica generale.

## Risultati

### Uomini
| Data             | Località             | Nazione     | Primo classificato         | Secondo classificato        | Terzo classificato         |
| ---------------- | -------------------- | ----------- | -------------------------- | --------------------------- | -------------------------- |
| 28 novembre 2015 | Altenberg            | Germania    | Martins Dukurs Lettonia    | Aleksandr Tret'jakov Russia | Nikita Tregubov Russia     |
| 4 dicembre 2015  | Winterberg           | Germania    | Martins Dukurs Lettonia    | Aleksandr Tret'jakov Russia | non assegnato              |
| 4 dicembre 2015  | Winterberg           | Germania    | Martins Dukurs Lettonia    | Axel Jungk Germania         | non assegnato              |
| 12 dicembre 2015 | Schönau am Königssee | Germania    | Martins Dukurs Lettonia    | Aleksandr Tret'jakov Russia | Yun Sung-Bin Corea del Sud |
| 9 gennaio 2016   | Lake Placid          | Stati Uniti | Martins Dukurs Lettonia    | Yun Sung-Bin Corea del Sud  | Tomass Dukurs Lettonia     |
| 16 gennaio 2016  | Park City            | Stati Uniti | Martins Dukurs Lettonia    | Yun Sung-Bin Corea del Sud  | Axel Jungk Germania        |
| 23 gennaio 2016  | Whistler             | Canada      | Martins Dukurs Lettonia    | Tomass Dukurs Lettonia      | Yun Sung-Bin Corea del Sud |
| 6 febbraio 2016  | St. Moritz           | Svizzera    | Yun Sung-Bin Corea del Sud | Martins Dukurs Lettonia     | non assegnato              |
| 6 febbraio 2016  | St. Moritz           | Svizzera    | Yun Sung-Bin Corea del Sud | Tomass Dukurs Lettonia      | non assegnato              |
| 27 febbraio 2016 | Schönau am Königssee | Germania    | Martins Dukurs Lettonia    | Yun Sung-Bin Corea del Sud  | Tomass Dukurs Lettonia     |

### Donne
| Data             | Località             | Nazione     | Prima classificata       | Seconda classificata        | Terza classificata          |
| ---------------- | -------------------- | ----------- | ------------------------ | --------------------------- | --------------------------- |
| 27 novembre 2015 | Altenberg            | Germania    | Laura Deas Regno Unito   | Tina Hermann Germania       | Jacqueline Lölling Germania |
| 4 dicembre 2015  | Winterberg           | Germania    | Tina Hermann Germania    | Jacqueline Lölling Germania | Jane Channell Canada        |
| 11 dicembre 2015 | Schönau am Königssee | Germania    | Tina Hermann Germania    | Jacqueline Lölling Germania | Marina Gilardoni Svizzera   |
| 8 gennaio 2016   | Lake Placid          | Stati Uniti | Annie O'Shea Stati Uniti | Marina Gilardoni Svizzera   | Laura Deas Regno Unito      |
| 16 gennaio 2016  | Park City            | Stati Uniti | Tina Hermann Germania    | Jane Channell Canada        | Janine Flock Austria        |
| 22 gennaio 2016  | Whistler             | Canada      | Tina Hermann Germania    | Annie O'Shea Stati Uniti    | Jacqueline Lölling Germania |
| 5 febbraio 2016  | St. Moritz           | Svizzera    | Janine Flock Austria     | Tina Hermann Germania       | Marina Gilardoni Svizzera   |
| 26 febbraio 2016 | Schönau am Königssee | Germania    | Tina Hermann Germania    | Jacqueline Lölling Germania | Marina Gilardoni Svizzera   |

## Classifiche

### Uomini
| Pos. | Nome                   | Nazione       | ALT | WIN | KÖN | LAK | PKC | WHI | STM | KÖN | Totale |
| ---- | ---------------------- | ------------- | --- | --- | --- | --- | --- | --- | --- | --- | ------ |
| 1    | Martins Dukurs         | Lettonia      | 1   | 1   | 1   | 1   | 1   | 1   | 2   | 1   | 1785   |
| 2    | Yun Sung-Bin           | Corea del Sud | 12  | 4   | 3   | 2   | 2   | 3   | 1   | 2   | 1575   |
| 3    | Tomass Dukurs          | Lettonia      | 5   | 6   | 4   | 3   | 6   | 2   | 2   | 3   | 1548   |
| 4    | Axel Jungk             | Germania      | 4   | 2   | 6   | 4   | 3   | 9   | 8   | 4   | 1474   |
| 5    | Dominic Edward Parsons | Regno Unito   | 9   | 7   | 14  | 7   | 7   | 6   | 11  | 5   | 1264   |
| 6    | Matthew Antoine        | Stati Uniti   | 10  | 9   | 15  | 5   | 4   | 4   | 15  | 7   | 1240   |
| 7    | Michael Zachrau        | Germania      | 8   | 8   | 11  | 9   | 14  | 10  | 7   | 9   | 1184   |
| 8    | Dave Greszczyszyn      | Canada        | 13  | 13  | 9   | 10  | 12  | 5   | 18  | 12  | 1056   |
| 9    | Barrett Martineau      | Canada        | 15  | 17  | 12  | 12  | 8   | 8   | 15  | 10  | 1016   |
| 10   | Mattia Gaspari         | Italia        | 16  | 15  | 10  | 8   | 9   | -   | 14  | 11  | 904    |

### Donne
| Pos. | Nome               | Nazione     | ALT | WIN | KÖN | LAK | PKC | WHI | STM | KÖN | Totale |
| ---- | ------------------ | ----------- | --- | --- | --- | --- | --- | --- | --- | --- | ------ |
| 1    | Tina Hermann       | Germania    | 2   | 1   | 1   | 4   | 1   | 1   | 2   | 1   | 1737   |
| 2    | Jacqueline Lölling | Germania    | 3   | 2   | 2   | 8   | 7   | 3   | 4   | 2   | 1550   |
| 3    | Jane Channell      | Canada      | 7   | 3   | 6   | 6   | 2   | 4   | 9   | 11  | 1410   |
| 4    | Annie O'Shea       | Stati Uniti | 12  | 11  | 8   | 1   | 4   | 2   | 6   | 6   | 1403   |
| 5    | Marina Gilardoni   | Svizzera    | 14  | 8   | 3   | 2   | 12  | 6   | 3   | 3   | 1386   |
| 6    | Janine Flock       | Austria     | 10  | 7   | 11  | 5   | 3   | 9   | 1   | 7   | 1377   |
| 7    | Laura Deas         | Regno Unito | 1   | 4   | 10  | 3   | 10  | 8   | 5   | 20  | 1317   |
| 8    | Sophia Griebel     | Germania    | 4   | 5   | 5   | 15  | 8   | 5   | 13  | 5   | 1312   |
| 9    | Elisabeth Vathje   | Canada      | 13  | 9   | 9   | 12  | 6   | 10  | 11  | 10  | 1152   |
| 10   | Kim Meylemans      | Belgio      | 9   | 10  | 7   | 11  | 8   | 17  | 19  | 8   | 1082   |